# Prehistoric Trackways National Monument

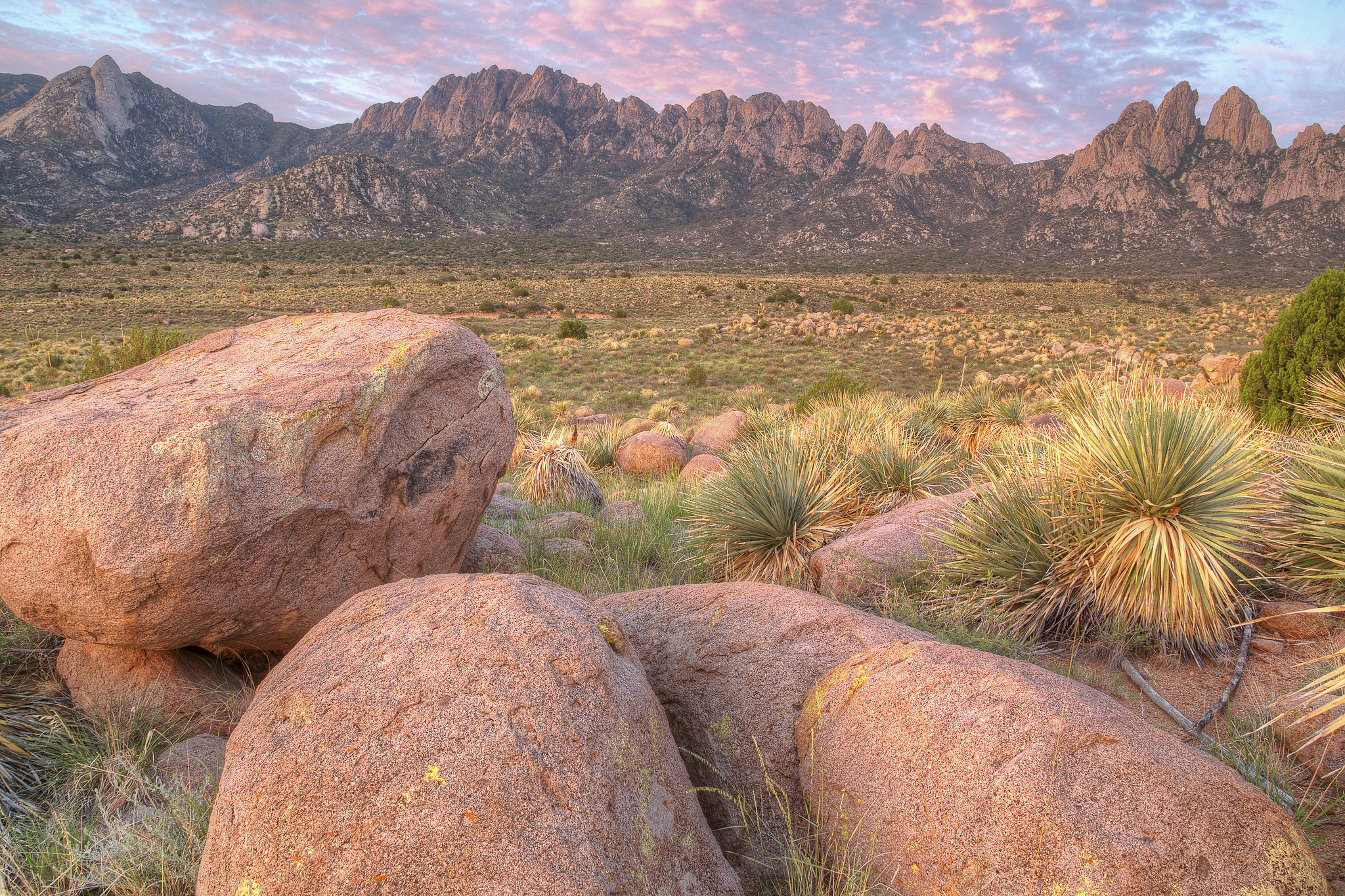
Prehistoric Trackways National Monument

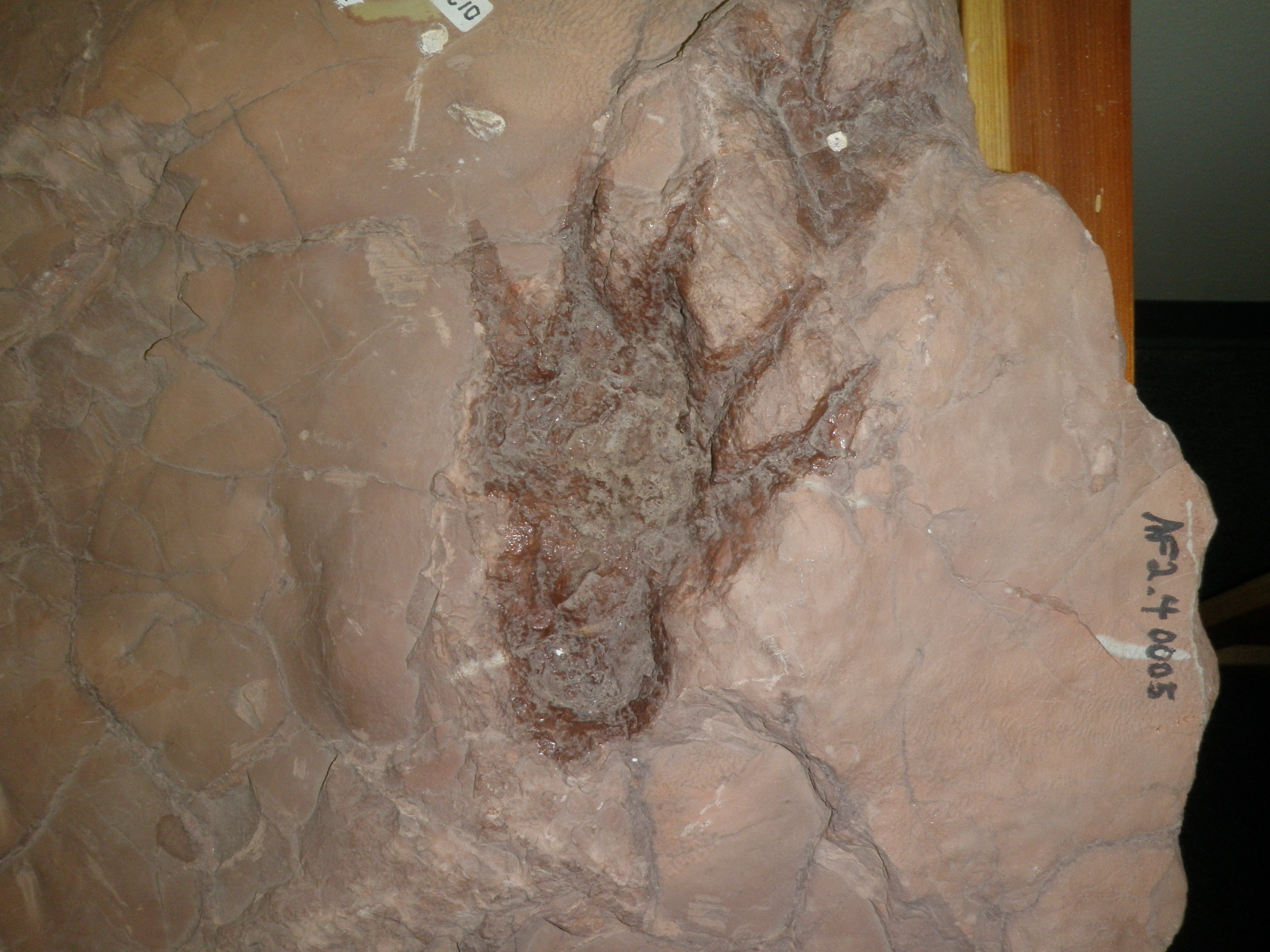
Dimetrodon Fossil

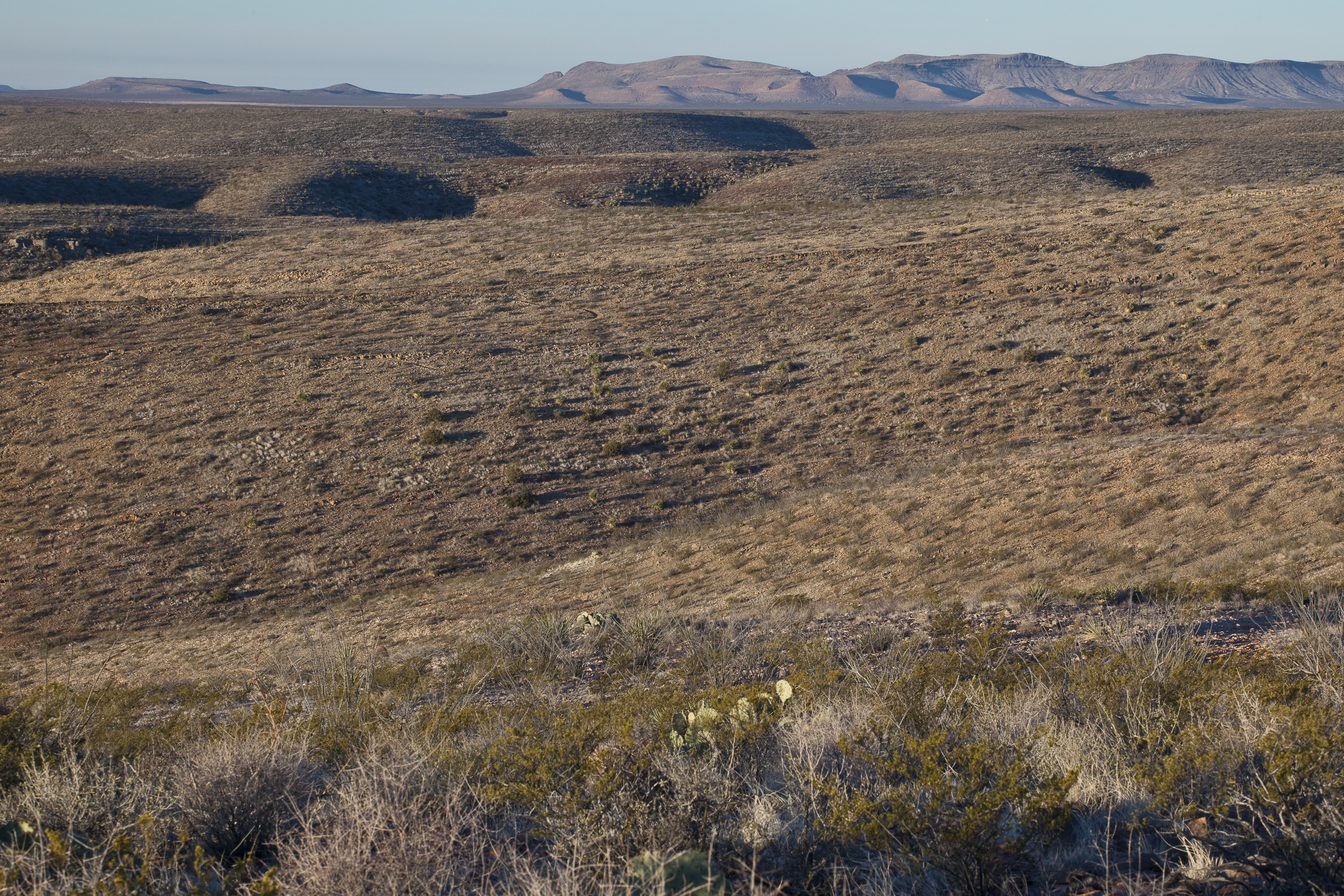
Landschaft im Schutzgebiet

Das Prehistoric Trackways National Monument ist ein US-amerikanisches National Monument im Doña Ana County nordwestlich von Las Cruces in New Mexico. Es liegt in der Nordspitze der Chihuahua-Wüste. Es wurde vom Kongress der Vereinigten Staaten mit dem Gesetz Omnibus Public Land Management Act, als Teil des National Landscape Conservation System, verabschiedet und am 30. März 2009 von Präsident Barack Obama unterzeichnet. Es wurde mit einer Fläche von 5255 Acres (2127 ha) ausgewiesen.
Das Schutzgebiet umfasst eine bedeutende Fundstelle von Fossilien aus dem Pleistozän und deren Umgebung. Es wurde 280 Millionen Jahre alte Fossilien von Fußabdrücke zahlreicher Amphibien, Reptilien und Insekten, einschließlich bisher unbekannter Arten, sowie Pflanzen und versteinertes Holz gefunden. Das Schutzgebiet grenzt im Norden, Westen und Süden direkt an die nordwestliche Teilfläche vom Organ Mountains-Desert Peaks National Monument.

## Verwaltung
Das Prehistoric Trackways National Monument steht unter der Verwaltung des Bureau of Land Management. Es gab bei Ausweisung ein einziges Hinweisschild im Gebiet. Es gibt keine Einrichtungen und nur unbefestigte Wege im Schutzgebiet.

## Funde
Die  Spurfossilien der Fußabdrücke wurden am 6. Juni 1987 von Jerry Paul MacDonald am sogenannten Discovery Site entdeckt. Es gab Funde von verschiedenen Pelycosaurier, Edaphosaurus, Eryops und Dimetrodon. Auch Versteinerungen von Pflanzen fand man. Es wurden über 2500 Steinplatten mit Fossilien zu Fuß von MacDonald abtransportiert. Die Funde befinden sich zum Großteil in der Jerry MacDonald Paleozoic Trackways Collection im New Mexico Museum of Natural History and Science und ein kleinerer Teil im Carnegie Museum of Natural History und im Smithsonian Institution.

## Tiere- und Pflanzenarten
Unter den wenigen Tierarten im Wüstengebiet befindet sich der Maultierhirsch, Audubon-Baumwollschwanzkaninchen, Klapperschlangenarten, einige Vogelarten und zahlreiche Eidechsenarten.
Es kommen die Pflanzenarten bzw. -gattungen Fouquieria splendens, Mesquitebäume, Kreosotbusch, Opuntien, Yucca faxoniana, Barrel cactus, Dasylirion, Agaven und Gutierrezia vor.